# Prix Bastiat
Pour les articles homonymes, voir Bastiat.
Le prix Bastiat était une récompense de journalisme, accordée annuellement par l'International Policy Network à Londres jusqu'en 2011, et par la Reason Foundation de 2012 à 2018.
Le prix est ouvert aux auteurs de tous pays dont les articles publiés illustrent avec éloquence et esprit le rôle des institutions d'une société libre.
Créé en 2002, le prix a été inspiré par le philosophe français du XIXe siècle Frédéric Bastiat et sa défense convaincante de la liberté.
Margaret Thatcher, James Buchanan et Milton Friedman ont fait partie du jury.

## Lauréats
- 2018 : Bari Weiss
- 2017 : Radley Balko et Hugo Restall
- 2016 : Tim Harford
- 2015 : Amit Varma
- 2014 : Robert Graboyes[1],[2]
- 2013 : Lane Filler et Ross Clark
- 2012 : Anne Jolis
- 2011 : Tom Easton et Virginia Postrel
- 2010 : James Delingpole et Bret Stephens
- 2009 : John Hasnas, Shikha Dalmia et Daniel Hannan
- 2008 : Barton Hinkle
- 2007 :  Amit Varma
- 2006 :  Tim Harford et  Jamie Whyte
- 2005 :  Mary Anastasia O'Grady
- 2004 : Robert Guest
- 2003 : Brian Carney
- 2002 : Sauvik Chakraverti et  Amity Shlaes